# Gesse des prés
Lathyrus pratensis
Espèce
Classification phylogénétique
La Gesse des prés, Lathyrus pratensis, est une espèce de plantes à fleurs de la famille des Fabaceae (de la sous-famille des Faboideae selon la classification phylogénétique). C'est une plante herbacée originaire d'Europe, d'Asie et d'Afrique du Nord.

## Habitat
Endroits herbeux : prés, talus.

## Description
Les inflorescences sont disposées en grappes de 5 à 12 fleurs d'un jaune lumineux. Sa tige, angulaire, la distingue des autres gesses. Les feuilles se terminent par une vrille.

## Répartition
Elle est originaire d'Europe, d'Asie et d'Afrique du Nord.

## Vulnérabilité
Catégorie de l’UICN: LC, Préoccupation mineure.

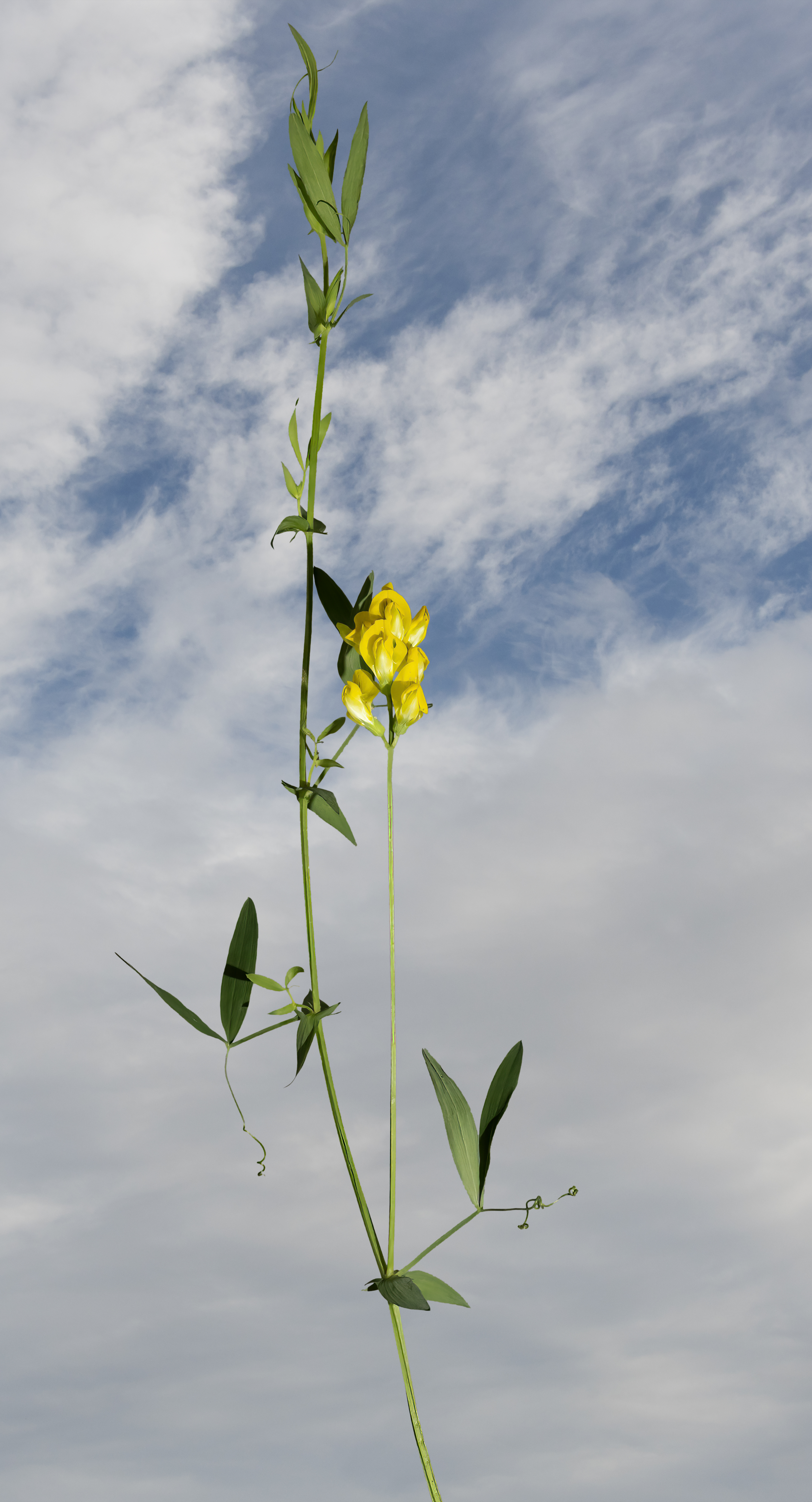
Habitus.
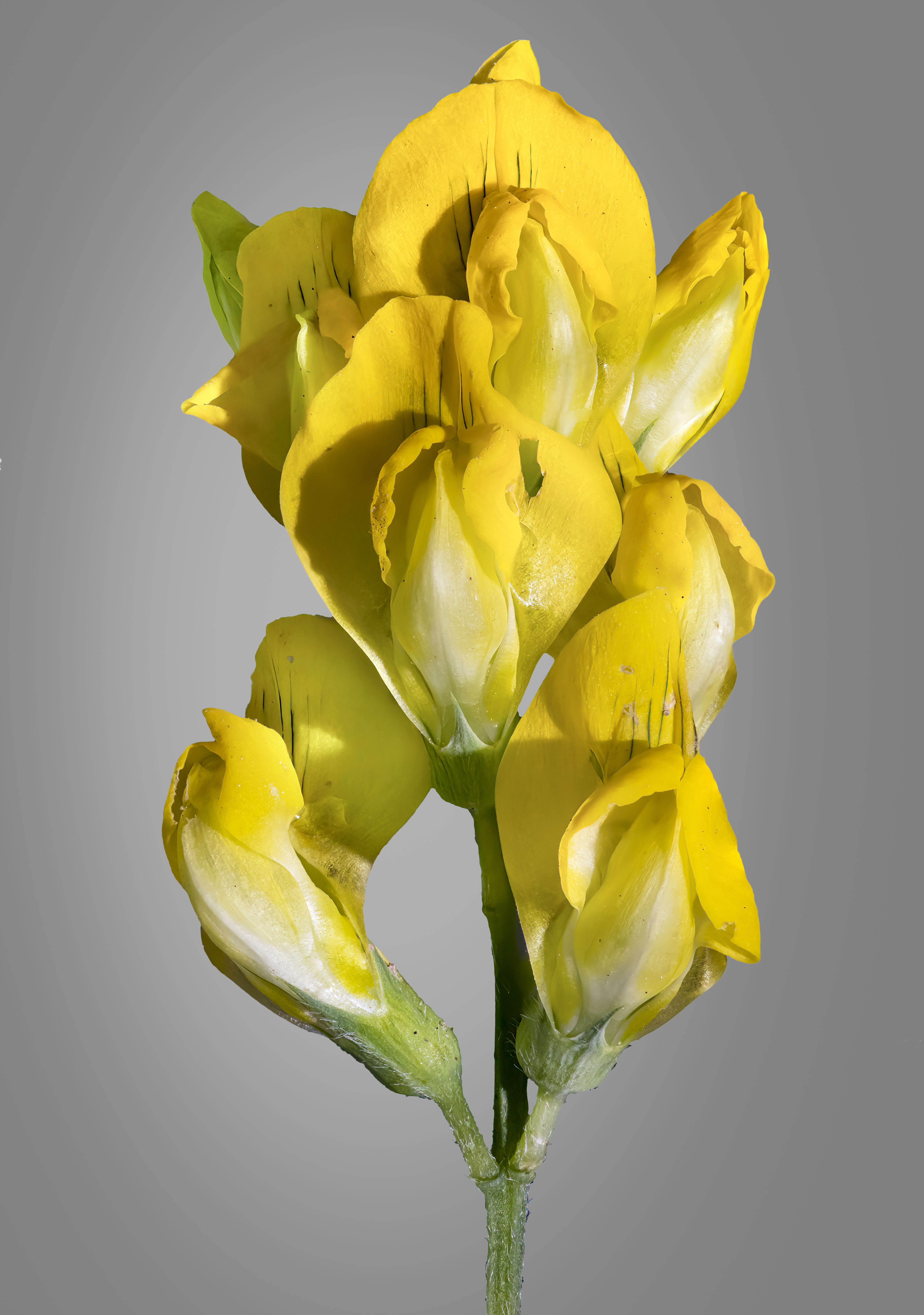
Inflorescence.
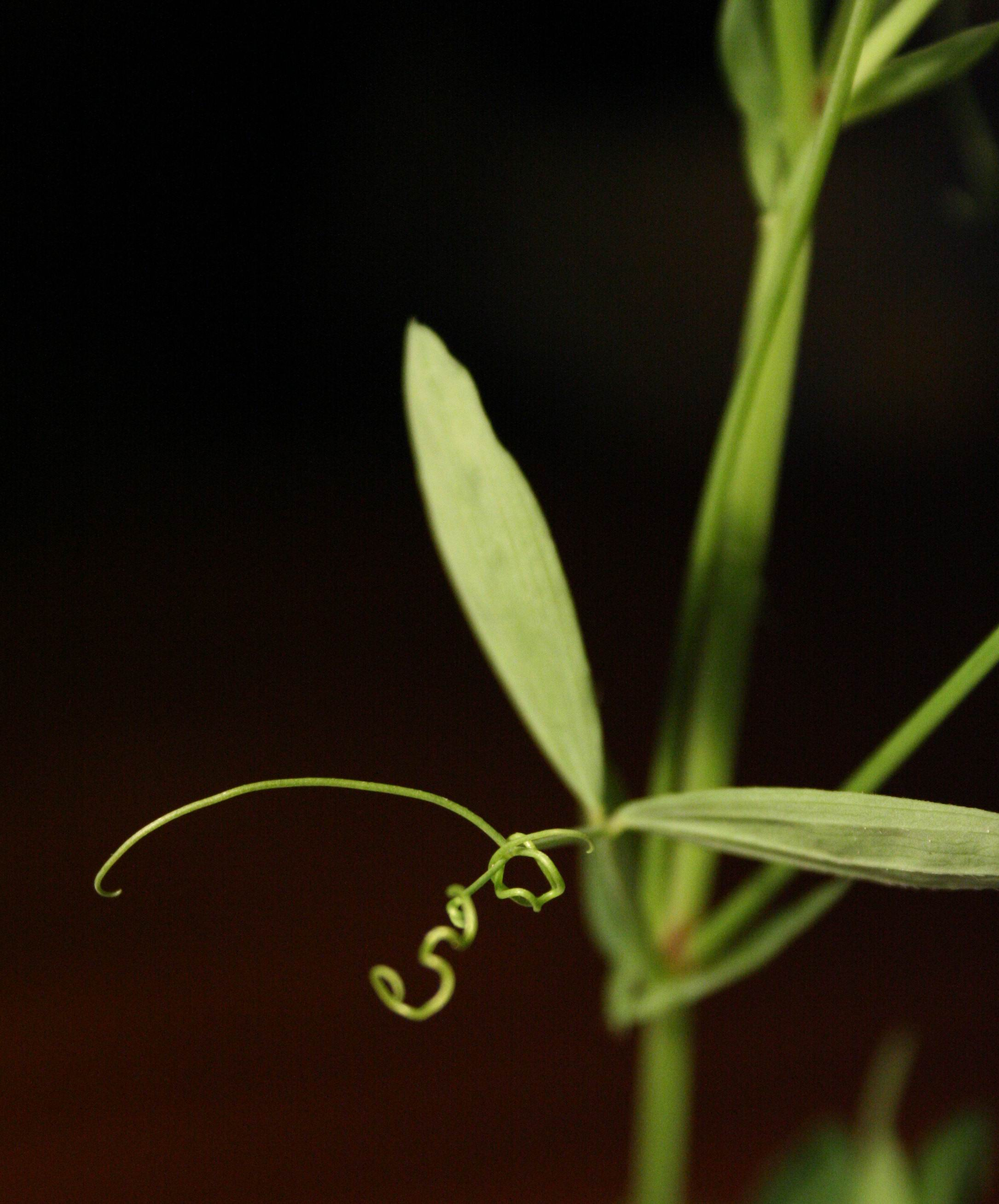
Feuille et vrilles.
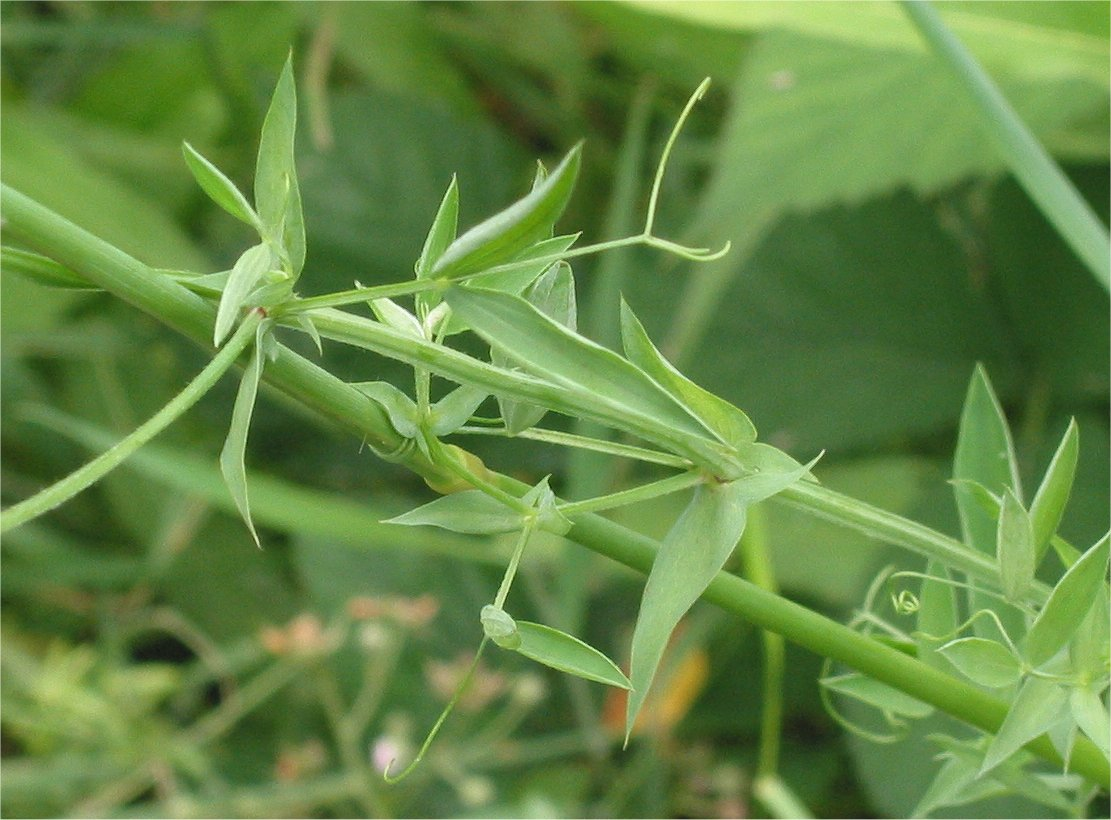
Tige et feuilles.

## Caractéristiques
Organes reproducteurs
- Couleur dominante des fleurs : jaune
- Période de floraison : juin-septembre
- Inflorescence : racème simple
- Sexualité : hermaphrodite
- Pollinisation : entomogame, autogame

Graine
- Fruit : gousse
- Dissémination : barochore

Habitat et répartition
- Habitat type : ourlets basophiles médioeuropéens mésohydriques
- Aire de répartition : eurasiatique méridional

Données d'après : Julve, Ph., 1998 ff. - Baseflor. Index botanique, écologique et chorologique de la flore de France. Version : 23 avril 2004.